# ウェストバージニア州における州間高速道路70号線
州間高速道路70号線（しゅうかんこうそくどうろ70ごうせん、I-70）は、アメリカの州間高速道路の一つである。このページでは、70号線のウェストバージニア州の区間について記述している。
70号線はユタ州コブフォートからメリーランド州ボルチモアまでをつないでいる。ウェストバージニア州では北部パンハンドルを横断するのみで、州の中心部は通過しない。ウェストバージニア州の区間は70号線が通過する州の区間の中で最も短く、わずか23.26kmしかない。
470号線はホイーリングの南側バイパスであり、ウェストバージニア州唯一の補助州間高速道路であり、エルムグローブ付近で交差している。ペンシルベニア州に入る前に、パンハンドルにある主要なショッピングモールのザ・ハイランズを通過している。平均して27000〜53000台の車が毎日、70号線を利用している。
ホイーリングの最初の道路は、1794年に完成した郵便道路で、ホイーリングとモーガンタウンを結んでいた。カンバーランド道路（現在の国道40号線）は1818年に完成した最初の州間道路であり、ホイーリングとメリーランド州カンバーランドを結んでいた。 1926 年にアメリカナンバリングハイウェイシステムが完成したとき国道40号線に指定された。70号線の指定は、1956年の連邦補助高速道路法の成立により、パンハンドルに持ち込まれ、旧国道の一部を迂回した高速道路として建設された。ウェストバージニア州の70号線は1963 年に部分開通し、建設は1971年に完了した。

## 経路について
オハイオ州からウェストバージニア州に入る70号線は、オハイオ川沿いで最も人口の多い島であるホイーリング島を通過する。 国道40号線と国道250号線はこのインターチェンジで70号線と合流してから、フォートヘンリー橋に向かって東に進む。橋は川の主要な水路と川の東岸に並行するグレーターホイーリングトレイルを横断する。 ホイーリング市の上空にある複雑なインターチェンジは、ダウンタウンエリアとベンウッドへのアクセスのためにある。アメリカ東向きの国道40号線はこのインターチェンジで高速道路を出て、北向きのウェストバージニア州道2号線とホイーリングのダウンタウンを片道ペアで通過する。南向きの車線は70号線の下を、北向きの車線は70号線の上を通過する。 その後70号線は約400m先でホイーリングヒルを通過するホイーリング トンネル。 トンネルのすぐ東にあるインターチェンジは、高速道路の北にある家の近くで、南向き州道2号線へのアクセスに利用できる。国道250号線は、このインターチェンジで70号線から離脱する。このインターチェンジにあるスタブランプが延長されていれば、州道2号線は70号線を越えて北へと延伸されただろう。

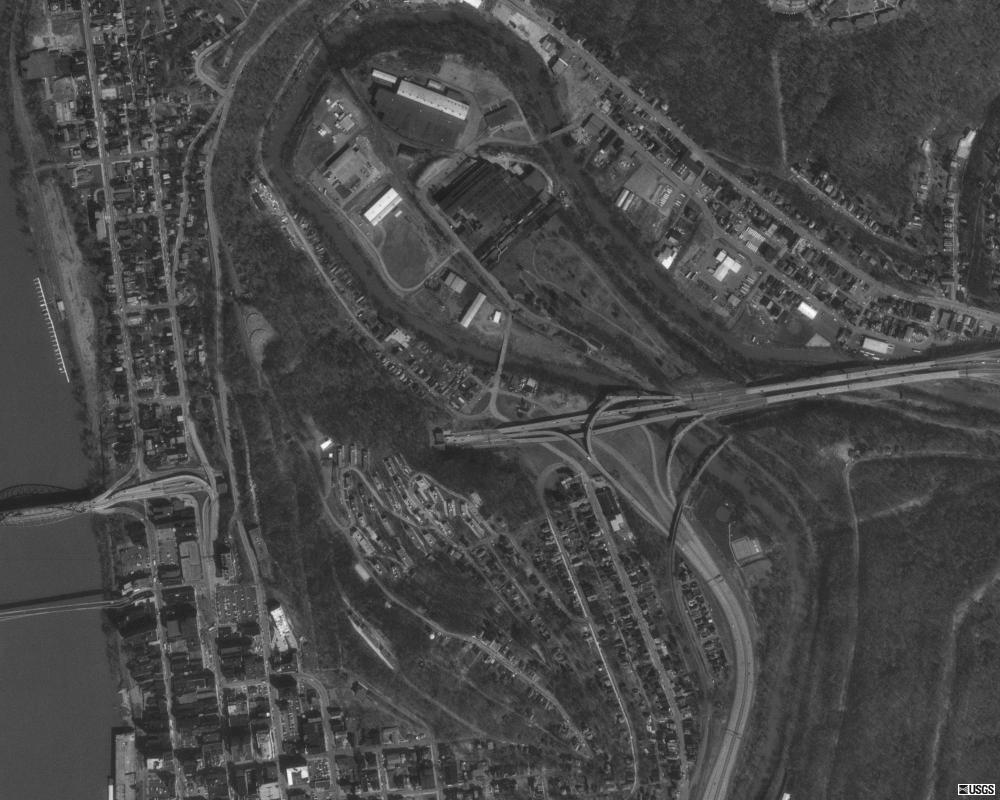
ホイーリングヒルの俯瞰写真

70号線が南にカーブすると、東向き車線のランプの下で国道40号線・州道88号線と交差する。ホイーリングトンネルのすぐ西にあるインターチェンジとこのインターチェンジは、丘が隣接しているために複雑な構造となっている。ホイーリング大学の南東の境界は、70号線がエルムグローブの近隣に近づくにつれて高速道路によって形成されます。ワシントンアベニューは、高速道路が南に続き、ホイーリングのバイパスであり、ウェストバージニア州で唯一の州間幹線道路である470号線の東端に到達するまで、大学へのアクセスを提供している。  インターチェンジと470号線の間で、70号線はグレーターホイーリングトレイルの東側分岐と並行している。 ホイーリング市域の最後のインターチェンジは、国道40号線と州道88号線へのアクセスを提供している。街を出ると街道はさらに東へ曲がり、深い谷に入る。 ハイウェイはツーマイルヒルを越え、郡道65号線から、大規模ショッピングモールであるザ・ハイランズへのアクセスが提供されている。  その後、70号線を北東に進み、森林地帯を抜けて郡道41号線とのインターチェンジに向かう。70号線はベアロックス湖野生生物管理地域の北を通り、ペンシルバニア州境を越えてウェストアレクサンダーの南西にあるワシントン郡に入る。  
70号線が通過する10州のうち、ウェストバージニア州の区間は23.26kmで最短である。 毎年、ウェストバージニア州運輸局 は州内の高速道路で調査を実施し、交通量を測定しており、年間平均日交通量(AADT) として表される。2012年に、運輸局は27000台と計算した。フォートヘンリー橋を通過した車両は 53000 台であった。州間高速道路の一部として、ルート全体が国道システム(国の経済、防衛、および移動にとって重要な道路システム) とされている。

## 歴史

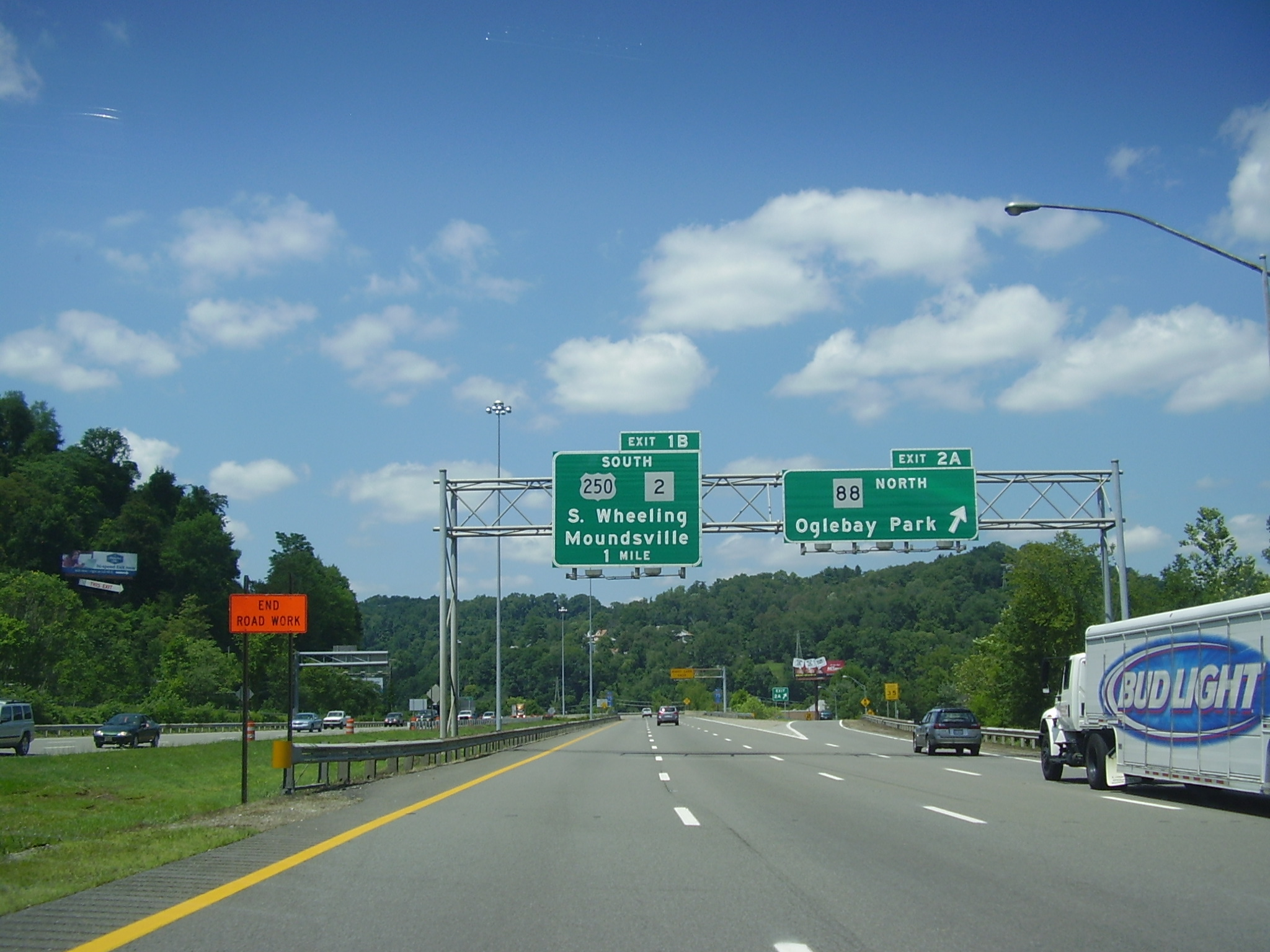
ホイーリング大学のキャンパス近くの70号線西行き

当時のバージニア州ホイーリングに到達するために記録された最初の道路は、南東のモーガンタウンとを結ぶ郵便道路であった。この郵便道路は1794年に完成した。カンバーランド道路はホイーリングを通る最初の州間道路であり、東部のメリーランド州カンバーランドとつながっていた。これは1806年にトーマス・ジェファーソン大統領の命令で建設を開始し、1818年に完成した 。
1926 年、アメリカナンバリングハイウェイシステムが設立され、パンハンドルを通る国道40号線として指定された。国道40号線は、西のカリフォルニア州ヴァレーホから、東のニュージャージー州アトランティックシティにつながっている。1956年の連邦補助高速道路法により、州間高速道路システムが形成され、1957 年までにパンハンドルを横断する州間高速道路として、当時はまだ建設されていなかった70号線として指定された。70号線は独立した高速道路として建設されたため、ほとんどは国道40号線から分離されている。

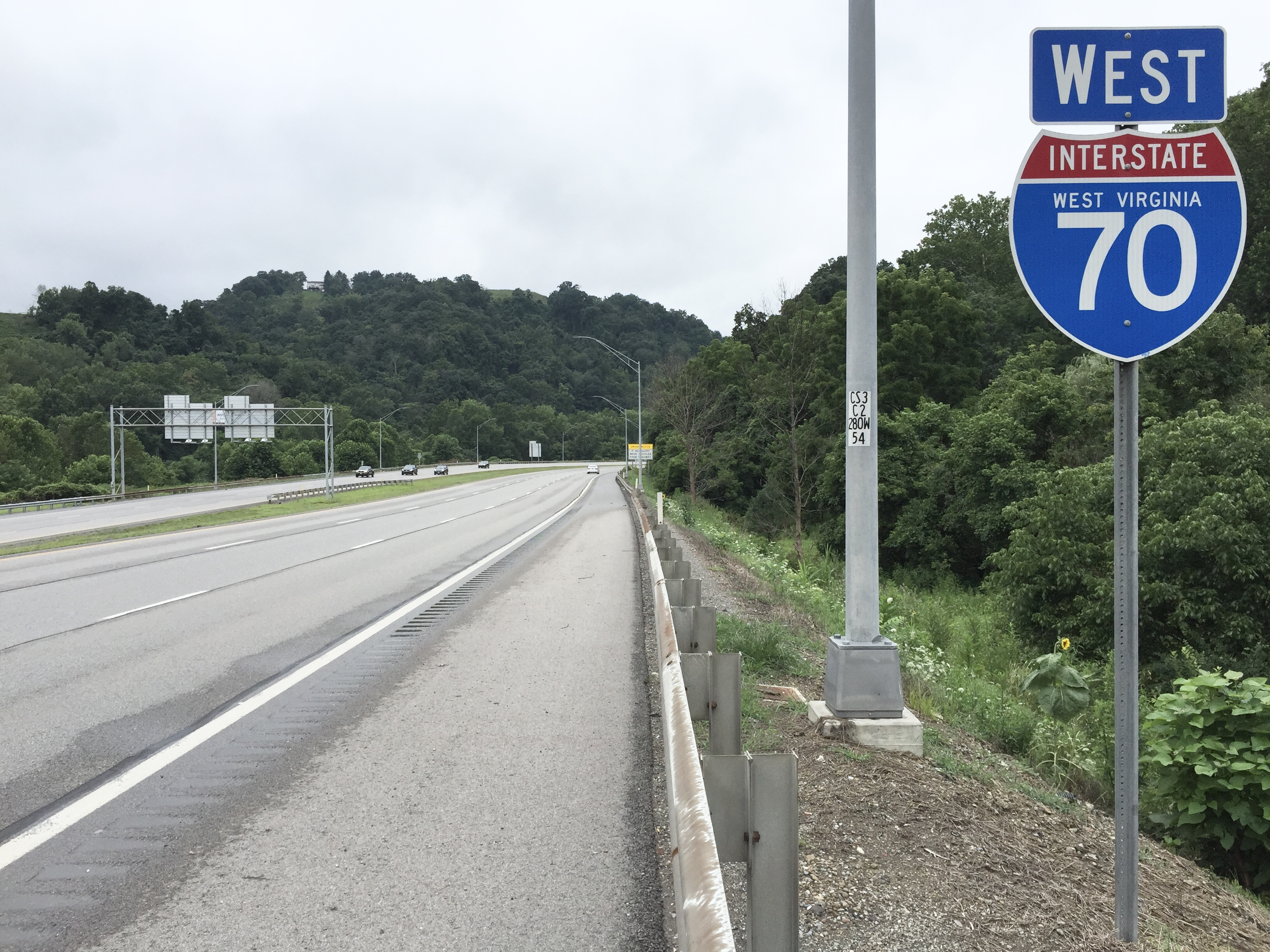
470号線とのインターチェンジの直後、ホイーリングの70号線に沿って西を見る

70号線ウェストバージニア州区間は、1955年に建設された、オハイオ川を横断するフォートヘンリー橋であった。運輸局は1961年に70号線の通行権を取得し始めた。ホイーリングのダウンタウンとフォートヘンリー橋をエルムグローブの東の郊外に接続するホイーリングトンネルは、1967年に700万ドルの費用で完成した（2020年では4200万ドル相当）。オハイオ州境からホイーリング島までの橋は1968年に完成した。パンハンドルを横切る70号線の建設は1971年9月にほぼ完了し、最後の区間はエルムグローブ近くの1.9キロメートルで、当時のアーチ・A・ムーア・ジュニア知事とジェニングス・ランドルフ上院議員が、この1700万ドル (2020年では8490万ドル相当) の高速道路の開設に出席した。2番目の車道は1971年末までに完成した。
オハイオ川沿いの激しい洪水の際に緩んでいたはしけが壊れたためフォートヘンリー橋、ベトナム戦争退役軍人記念橋(470号線)、ホイーリング吊り橋はすべて 2005年1月に閉鎖され、オハイオ州またはホイーリング島からウェストバージニア州に入ることが数日間停止した。ホイーリングトンネルは2007年 2008年 2010年に再建工事のために閉鎖され、70号線を通過しようとする車が迂回する原因となった。2つの迂回路は、ホイーリングのダウンタウン市街地と470号線ループだった。
2008年のホイーリングトンネルの再建工事中の事故の後、地元の政治家はこのトンネルを完全に閉鎖し、代わりにホイーリングヒルに高速道路を建設することを提案した。しかし建設工事によって影響を受けるホイーリングヒルの住民を代表するNAACPからの反対によって 提案は取り下げられた。トンネル交換プロジェクトの完了費用は、6000〜8000万ドルと見積もられた。トンネル再建プロジェクトの総費用1.37億ドルは、当初の入札額570万ドルを越え、2倍以上となった。これは工事の遅延が原因である。